# Nowy cmentarz żydowski w Sokołowie Podlaskim
Nowy cmentarz żydowski w Sokołowie Podlaskim – kirkut, którego data powstania jest nieznana. Mieścił się przy drodze do wsi Bartosz. W czasie II wojny światowej hitlerowcy zdewastowali kirkut. Znajdował się tam dom przedpogrzebowy. Miał powierzchnię 1,98 ha. Obecnie nie zachowały się żadne nagrobki.